# MLB Draft 2022
Der MLB Draft 2022 fand vom 17. bis 19. Juli 2022 in Los Angeles statt. Die Draft-Reihenfolge wurde auf der Grundlage der umgekehrten Reihenfolge des MLB-Saison 2021 festgelegt. Die Baltimore Orioles wählten Jackson Holliday als ersten Draft-Pick aus.

## Draft Picks Runde 1
| Pick | Spieler           | Team                  | Position                | Schule                                              |
| ---- | ----------------- | --------------------- | ----------------------- | --------------------------------------------------- |
| 1    | Jackson Holliday  | Baltimore Orioles     | Shortstop               | Stillwater High School (OK)                         |
| 2    | Druw Jones        | Arizona Diamondbacks  | Outfielder              | Wesleyan School (GA)                                |
| 3    | Kumar Rocker      | Texas Rangers         | Pitcher                 | Tri-City ValleyCats (Frontier League)               |
| 4    | Termarr Johnson   | Pittsburgh Pirates    | Shortstop               | Mays High School (GA)                               |
| 5    | Elijah Green      | Washington Nationals  | Outfielder              | IMG Academy (FL)                                    |
| 6    | Jacob Berry       | Miami Marlins         | Outfielder              | Louisiana State University                          |
| 7    | Cade Horton       | Chicago Cubs          | Pitcher                 | University of Oklahoma                              |
| 8    | Brooks Lee        | Minnesota Twins       | Third Baseman           | California Polytechnic State University             |
| 9    | Gavin Cross       | Kansas City Royals    | Outfielder              | Virginia Polytechnic Institute and State University |
| 10   | Gabriel Hughes    | Colorado Rockies      | Pitcher                 | Gonzaga University                                  |
| 11   | Kevin Parada      | New York Mets         | Catcher                 | Georgia Institute of Technology                     |
| 12   | Jace Jung         | Detroit Tigers        | Second Baseman          | Texas Tech University                               |
| 13   | Zach Neto         | Los Angeles Angels    | Shortstop               | Campbell University                                 |
| 14   | Jett Williams     | New York Mets         | Shortstop               | Rockwall-Heath High School (TX)                     |
| 15   | Dylan Lesko       | San Diego Padres      | Pitcher                 | Buford High School (GA)                             |
| 16   | Chase DeLauter    | Cleveland Guardians   | Outfielder              | James Madison University                            |
| 17   | Justin Crawford   | Philadelphia Phillies | Outfielder              | Bishop Gorman High School (NV)                      |
| 18   | Cam Collier       | Cincinnati Reds       | Third Baseman           | Chipola College                                     |
| 19   | Daniel Susac      | Oakland Athletics     | Catcher                 | University of Arizona                               |
| 20   | Owen Murphy       | Atlanta Braves        | Pitcher                 | Riverside Brookfield High School (IL)               |
| 21   | Cole Young        | Seattle Mariners      | Shortstop               | North Allegheny High School (PA)                    |
| 22   | Cooper Hjerpe     | St. Louis Cardinals   | Pitcher                 | Oregon State University                             |
| 23   | Brandon Barriera  | Toronto Blue Jays     | Pitcher                 | American Heritage School (FL)                       |
| 24   | Mikey Romero      | Boston Red Sox        | Shortstop               | Orange Lutheran High School (CA)                    |
| 25   | Spencer Jones     | New York Yankees      | Outfielder              | Vanderbilt University                               |
| 26   | Noah Schultz      | Chicago White Sox     | Pitcher                 | Oswego East High School (IL)                        |
| 27   | Eric Brown        | Milwaukee Brewers     | Shortstop               | Coastal Carolina University                         |
| 28   | Drew Gilbert      | Houston Astros        | Outfielder              | University of Tennessee                             |
| 29   | Xavier Isaac      | Tampa Bay Rays        | First Baseman           | East Forsyth High School (NC)                       |
| 30   | Reggie Crawford   | San Francisco Giants  | Pitcher / First Baseman | University of Connecticut                           |
| 31   | Sterlin Thompson  | Colorado Rockies      | Outfielder              | University of Florida                               |
| 32   | Sal Stewart       | Cincinnati Reds       | Third Baseman           | Westminster Christian School (FL)                   |
| 33   | Dylan Beavers     | Baltimore Orioles     | Outfielder              | University of California, Berkeley                  |
| 34   | Landon Sims       | Arizona Diamondbacks  | Pitcher                 | Mississippi State University                        |
| 35   | JR Ritchie        | Atlanta Braves        | Pitcher                 | Bainbridge High School (WA)                         |
| 36   | Thomas Harrington | Pittsburgh Pirates    | Pitcher                 | Campbell University                                 |
| 37   | Justin Campbell   | Cleveland Guardians   | Pitcher                 | Oklahoma State University – Stillwater              |
| 38   | Jordan Beck       | Colorado Rockies      | Outfielder              | University of Tennessee                             |
| 39   | Robby Snelling    | San Diego Padres      | Pitcher                 | Robert McQueen High School (NV)                     |